# Astrid Harms-Ringdahl

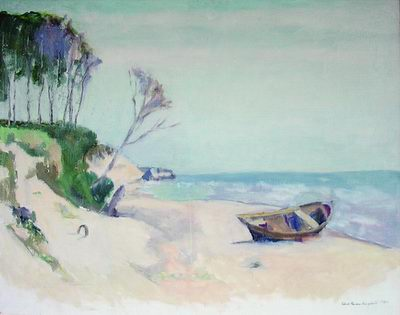
Stranden mot Sandhammaren. Oljemålning på duk 1984

Rut Astrid Harms-Ringdahl, född Hellström den 15 juni 1912 i Helsingfors, Finland, död den 3 november 1984 i Stockholm, var en svensk konstnär. 
Hon studerade vid vid Tekniska skolan i Stockholm 1928–1931 och vid Kungliga Konstakademien 1936–1942. Hon gjorde studieresor i Norge, Danmark, Tyskland, Schweiz, Italien, Frankrike, Spanien, Portugal, Ungern, Jugoslavien, Grekland, USA, Ryssland, Sri Lanka och England.
Hennes konst är influerad av konstnärer som Birger Simonsson, Hilding Linnqvist och Frithiof Schüld, som hon hade tagit bestående intryck av. Hon hade under många år sitt sommarviste på Österlen och skildrade i sitt måleri gärna det skånska landskapet och kusten i en ofta rofylld och ljus realism, men hon skildrade också stadsvyer från Stockholm och motiv från utlandsresorna. Hon målade även stilleben och porträtt. Genom åren höll hon ett flertal separatutställningar, bland annat på Modern konst i hemmiljö 1947, Konstnärshuset 1954, Stenmans konstsalong 1961, Galleri S:t Nikolaus 1974, och en retrospektiv utställning 1980 på Mälargalleriet i Stockholm, men också på flera andra platser i Sverige. Hon deltog i ett flertal samlingsutställningar, bland annat med Riksförbundet för bildande konst, Sveriges Allmänna konstförening, HSB-utställningar, Unga tecknare på Nationalmuseum,  på Galleri Färg och Form samt utställningarna Nordiska Konstnärinnor 1948 och "14" på Liljevalchs konsthall 1967 tillsammans med bland andra Cecilia Friesendahl, Brittmari Jacobson och Doris Hennix. En minnesutställning hölls på Färg och form 1985 och senare även på Galleri Tersaeus i Stockholm 2012.
Hon var medlem i Konstnärernas Riksorganisation och styrelseledamot i Föreningen Svenska Konstnärinnor. Hon erhöll ett statligt konstnärstipendium under två års tid. Harms-Ringdahl är representerad på Stockholms stadsmuseum, Norrbottens museum, Österlens museum och Statens konstråd samt på flera sjukhus och institutioner i Stockholm.  
Harms-Ringdahl är gravsatt i minneslunden på Östra Ryds kyrkogård i Åkersberga.

### Fotnoter
1. 1 2 3  Sveriges dödbok 1860–2016, Sveriges Släktforskarförbund, ISBN 978-91-88341-28-0.[källa från Wikidata]
2. ↑   Sveriges Dödbok version 9, 1815-2022 (multimedia). Sveriges Släktforskarförbund. 2023
3. ↑  ”Dödsfall: Astrid Harms-Ringdahl”. Svenska Dagbladet. 9 november 1984. https://www.svd.se/arkiv/1984-11-09/20/SVD. Läst 15 mars 2025.
4. ↑  Folke Holmér (10 november 1985). ”In memoriam: Astrid Harms-Ringdahl”. Svenska Dagbladet. https://www.svd.se/arkiv/1984-11-10/18/SVD. Läst 15 mars 2025.
5. 1 2  Stig Johansson (7 december 1985). ”Målarlyck och vällust”. Svenska Dagbladet. https://www.svd.se/arkiv/1985-12-07/16/SVD. Läst 15 mars 2025.
6. ↑  ”Svenska Gravar”. https://www.svenskagravar.se/search?query=Astrid+Harms-Ringdahl&parishId=&cemeteryId=&graveNumber=&birthDate=&deathDate=&burialDate=. Läst 15 mars 2025.